# Louis-Adolphe Paquet
Pour les articles homonymes, voir Paquet.
Louis-Adolphe Paquet, né le 4 août 1859 à Saint-Nicolas et mort le 4 ou le 24 février 1942 à Québec à l'âge de 82 ans, est un prêtre, un théologien et un écrivain québécois. Professeur pendant plus de soixante ans à l'Université Laval, il a formé plusieurs archevêques. 
Il est connu comme l'une des principales figures de l'antiféminisme au Québec du début du XXe siècle, décriant le mouvement féministe comme « un mouvement pervers » provenant selon lui du déclin des « croyances fondées sur l'autorité divine ». 

## Ouvrage publiés
- La foi et la raison en elles-mêmes et dans leurs rapports, 1890
- Léon XIII : conférence donnée le 27 février 1893 à l'Université Laval à l'occasion des noces d'or épiscopales de Sa Sainteté, 1893
- Droit public de l'Église, 1908-1915
- De l'homme à Dieu : essai d'apologétique pour les hommes du monde, c. 1913
- Discours et allocutions, 1915
- L'œuvre des jeunes, 1917
- Le Pape et la guerre, 1917
- Études et appréciations, 1917-1932
- L'Église et les survivances nationales, 1924
- L'apostolat laïque, 1927
- Le Père Pierre-Marie Dagnaud, prêtre-eudiste, 1931
- Au soir de la vie : modestes pages philosophico-religieuses, 1938